# ۱۶۵ (قمری)
۱۶۵ (قمری)، صد و شصت و پنجمین سال در گاهشماری هجری قمری است. اول محرم این سال برابر با سی‌ام اوت سال ۷۸۱ میلادی است.